# 한영고등학교 (전남)
한영고등학교(漢永高等學校)는 대한민국 전라남도 여수시 여서동에 있는 사립 고등학교이다.

## 학교 연혁
- 1982년 4월 19일 : 학교법인 봉헌학원 설립 인가(보통과 30학급)
- 1982년 5월 5일 : 김재호 초대 이사장 취임
- 1982년 10월 2일 : 교사 신축 기공식
- 1982년 11월 30일 : 한영고등학교 설립 인가
- 1983년 3월 2일 : 채현석 초대 교장 취임
- 1983년 3월 10일 : 개교 및 입학식
- 1986년 2월 15일 : 제1회 480명 졸업
- 1996년 6월 29일 : 제2교사동 준공
- 2007년 1월 12일 : 생활관(승환관) 준공
- 2014년 7월 24일 : 다목적 강당 준공
- 2025년 1월 6일 : 제40회 172명 졸업 (누계 14,945명)
- 2025년 3월 1일 : 이대성 제10대 교장 취임

## 참고 자료
- 한영고등학교 - 한국교육학술정보원 학교알리미